# Obscure Records
Obscure Records is een voormalig Brits platenlabel, opgericht door Brian Eno, dat tussen 1975 en 1978 een serie van tien albums heeft uitgebracht. Het betreft eigentijdse klassieke muziek, die door de minimalistische en herhalende composities een voorloper werd van wat later ambient zou gaan heten.

## Concept
Elk album stelt de muziek centraal van een, twee of drie componisten. In de meeste gevallen spelen zij zelf de muziek, al dan niet ondersteund door een wisselende groep muzikanten. De albums zijn geproduceerd door Brian Eno, grotendeels opgenomen in de Basing Street Studio’s in Londen en uitgebracht in drie etappes, in 1975, 1976 en 1978, toentertijd alleen op vinyl.
De serie is herkenbaar aan het artwork, waarop een collage van een stadsgezicht door een laag zwarte inkt is verduisterd (‘obscuur’ gemaakt), met uitzondering van één blokje, op elk album op een andere plek. De ontwerper is John Bonis van het bureau CCS.

## Artiesten
De meeste bijdragen zijn geleverd door Gavin Bryars, Brian Eno, Christopher Hobbs, Michael Nyman en John White. Andere vaker meespelende muzikanten zijn Derek Bailey, Fred Frith, Sandra Hill en Richard Bernas. Verder opvallende betrokkenen zijn John Adams, Carla Bley, Marion Brown, John Cage, Cornelius Cardew en Robert Wyatt.

## Discografie
- Obscure No. 1: Gavin Bryars, The Sinking of the Titanic (1975)
- Obscure No. 2: Christopher Hobbs/John Adams/Gavin Bryars, Ensemble Pieces (1975)
- Obscure No. 3: Brian Eno, Discreet Music (1975)
- Obscure No. 4: David Toop/Max Eastley, New and Rediscovered Musical Instruments (1975)
- Obscure No. 5: Jan Steele/John Cage, Voices and Instruments (1976)
- Obscure No. 6: Michael Nyman, Decay Music (1976)
- Obscure No. 7: The Penguin Cafe Orchestra, Music from the Penguin Cafe (1976)
- Obscure No. 8: John White/Gavin Bryars, Machine Music (1978)
- Obscure No. 9: Tom Phillips/Gavin Bryars/Fred Orton, Irma (1978)
- Obscure No. 10: Harold Budd, The Pavilion of Dreams (1978)

## Nalatenschap
Oorspronkelijk zou Music for Airports van Brian Eno als elfde album in de reeks van Obscure Records verschijnen. Nog in 1978 verscheen dat album echter in een nieuwe reeks, genaamd Ambient. Daarmee is Obscure Records letterlijk en figuurlijk een voorloper van de muziekstijl die later ambient zou gaan heten.
Mede door de kleine oplagen heeft Obscure Records een cultstatus verkregen. Wel zijn in 1978, met het uitbrengen van albums 8, 9 en 10, door Polydor, ook albums 1 tot en met 7 opnieuw uitgebracht. In 1982 is de gehele serie van tien albums opnieuw uitgebracht door Editions EG en in 2023 door Dialogo. In de tussentijd zijn enkele albums ook op cd en op streamingdiensten verschenen; pas met de uitgave van Dialogo is de gehele serie voor het eerst op cd verkrijgbaar.